# The Gorge, Shropshire
The Gorge är en civil parish i Storbritannien.   Det ligger i enhetskommunen Telford and Wrekin och riksdelen England, i den södra delen av landet, 200 km nordväst om huvudstaden London.